# Fortschauer Armatur-Werk
Das Fortschauer Armatur-Werk befand sich im heutigen Ortsteil Fortschau von Kemnath. Es war von 1689 bis 1801 die einzige größere Fabrikationsstätte für Handfeuerwaffen in Bayern.

## Geschichte
Der Errichtung des Werkes vorausgegangen war 1689 der Erwerb des Hirschberg-Schlösschens in Fortschau von den Sensenschmidt’schen Erben zu Kemnath und Eschenbach durch Kurfürst Maximilian II. Emanuel. In der Nähe lagen die Bergwerke am Fichtelberg, in denen gutes Eisen produziert wurde. Der Hofmusiker (!) Thomas Macolini hatte den Vorschlag gemacht, das an den Staat gefallene Berg- und Hüttenwerk Fichtelberg als eine „Armaturfabrica“ zu nutzen und war damit erfolgreich; er wurde zum kurfürstlichen Rat und Bergobristen ernannt und erhielt auch das Amt des Landrichters von Waldeck-Kemnath. Am 8. April 1690 wurde er in den Adelsstand erhoben und nannte sich hinfort „Hofkammerrat, Truchseß und Bergobrist Thomas Macolini von Siessenfeld“. 1696 erwarb Thomas Macculin von Süssenfeld das Schloss Kaibitz und ließ sich bis zu seinem Tod dort nieder. Obwohl das Werk von einem Dilettanten gegründet worden war, hatte es bis 1801 Bestand.
Unter der Leitung eines „Armatur-Inspektors“ und eines „Beschaumeisters“ arbeiteten nach Einrichtung des Werkes hier an die 30 Meister (Büchsenmeister, Schifter, Rohrschmiede, Bohrmeister etc.) und ihre Gesellen, diese hatte man von Suhl abgeworben. Der Schwerpunkt der Produktion lag in der Herstellung von Infanteriegewehren, insbesondere von Steinschlossgewehren mit Bajonett, auch Bajonettflinte oder Füsiliersflinte genannt. Auch unter den Nachfolgern Karl Albert und Maximilian III. Joseph blieb das Armaturwerk weiterhin in Betrieb. Die Werkstätten waren auf Fichtelberg, Fortschau, Unterlind, Mitterlind, Ebnath und Kaibitz verteilt. Die Errichtung der Werkstätten und Unterkünfte belief sich auf 15.187 fl. Pro Woche war die Produktion von zweihundertfünfzig bis dreihundert Rohren möglich. Nach Fertigstellung des Rohres und ein zweites Mal nachdem ein Gewehr zusammengebaut war, erfolgte der Beschuss mit einer doppelten Ladung.
Unter dem Kurfürsten Karl Theodor entwickelte General Graf von Rumford  die Idee, beim Neubau des Stachus in München das Fortschauer Armaturenwerk in das Rondell des Tores zu verlegen. Im Erdgeschoss sollten die Fabrikationsräume und in den darüber liegenden Stockwerken Wohnungen für die Beschäftigten eingerichtet werden. Hintergrund war die geplante Verstärkung der baierischen Armee auf 30 000 Mann und den dadurch entstehenden großen Waffenbedarf; zudem war damals das Fortschauer Werk in einem baulich schlechten Zustand und konnte die geplanten Mengen an Waffen nicht liefern. Am 31. Oktober 1792 erhielt der Kurfürstliche Hofkriegsrat die „Allerhöchste Entschließung, daß Höchstdieselben Sich bewogen gefunden habe, eine Frabrique in Dero Residenzstadt München und zwar in den beyden Nebengebäuden oder Rondels am neuen Carls-Thor verlegen zu lassen‘“. Diejenigen, welche ihren Arbeitsplatz in Fortschau nicht verlassen wollten, sollten weiterhin mit der Produktion von Läufen, Schlössern, Beschlägen, Garnituren etc. in Fortschau beschäftigt bleiben, diese aber nach München liefern. Der nach Fortschau am 20. August 1793 entsandte Leutnant Reichenbach hatte keinen Erfolg, da niemand bereit war, seine Heimat zu verlassen. Unter Federführung des Kemnather Bürgers und Büchsenmachers Thomas Kugler wurde eine Erklärung verfasst, in der die Fortschauer Werkleute mit allem Nachdruck auf der Fortführung ihrer Tätigkeit in Fortschau bestanden. Damit war der Verlegungsplan gescheitert, das Armaturwerk wurde aber gründlich erneuert.

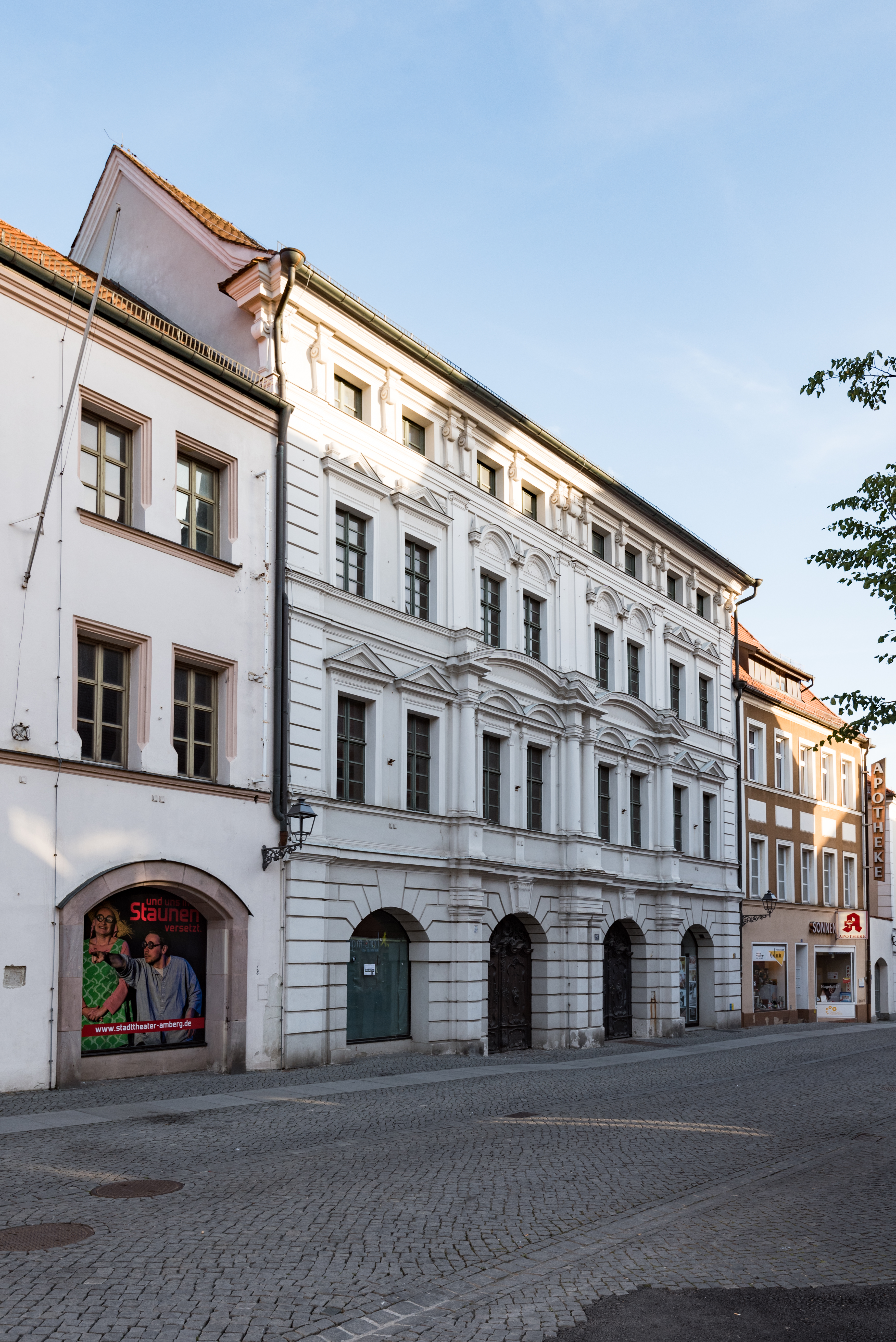
Münzgebäude in Amberg

Unter dem Kurfürsten Maximilian IV. Josef drängte die Generalität auf die Errichtung eines größeren Werkes und hatte damit am 7. März 1801 auch Erfolg. Das Münzgebäude in Amberg wurde zur Errichtung der Gewehrfabrik bestimmt und damit kam nach 110 Jahren das Ende des Fortschauer Werkes. Dem ehemaligen Beschaumeister Johann Friedrich Zigono wurde noch gestattet, Gewehre auf privater Basis in Fortschau bzw. im Waffenhammer zu Grünberg zu produzieren. 1823 wurde das Gebäude des aufgelassenen Armaturenwerkes für Wohnzwecke adaptiert. Der Kemnather Bürger Paul Strickner, dessen Vater als Schäfter in Fortschau gearbeitet hatte, erwarb das Gebäude und erklärte dem Kemnather Stadtrat am 31. Mai 1823, dass er die Gewehrkammer in vier Teile trennen wollte, damit vier Familien hier untergebracht werden können. Da die königliche Bauinspektion keine „Erinnerungen“ gegen den Plan vorgebracht hat, wurde der Umbau genehmigt.
Produkte aus dem Armaturwerk werden heute im Heimat- und Handfeuerwaffenmuseum Kemnath ausgestellt.